# Giuseppe Mazzarelli
Giuseppe Mazzarelli (Uster, 14 agosto 1972) è un ex calciatore svizzero con passaporto italiano, di ruolo difensore.

## Biografia
È il cognato di Kubilay Türkyılmaz.

## Carriera

### Club
Figlio di emigranti sanniti, precisamente di Cerreto Sannita, Mazzarelli ha iniziato la carriera con la maglia del Zurigo, prima di trasferirsi a febbraio 1996 al Manchester City, in prestito fino alla fine del campionato, per dissidi con il tecnico Raimondo Ponte. Dopo essere tornato dal prestito, ha continuato a vestire la maglia del Zurigo, finché non è stato ceduto al Grasshopper e, successivamente, al San Gallo, squadre con le quali ha vinto due campionati nazionali. Durante l'esperienza con il Grasshopper, la Fiorentina si è interessata a lui.
Nell'estate 2000 ha firmato per l'Ancona, ma i dirigenti del club non hanno depositato il suo contratto. Lo svizzero ha così potuto firmare per il Bari, in Serie A. Con i pugliesi ha segnato la prima rete in campionato ai danni del Perugia, mentre la seconda è arrivata contro la Roma, entrambe su calcio di punizione. Retrocesso con il Bari in Serie B nel 2001, (Mazzarelli) ha continuato a giocare per due campionati. Nel 2003 ha lasciato i biancorossi e ha ripreso a giocare nel 2004, firmando un contratto con il Baden, con cui ha chiuso la carriera.

### Nazionale
Ha debuttato con la Svizzera a ventidue anni, convocato dal CT Roy Hodgson. Ha saltato il campionato del mondo 1994 a causa di un infortunio. Dopo il debutto nel '94, gioca la sua seconda gara in Nazionale solo 6 anni più tardi nel 2000, giocando 12 partite tra il 2000 e il 2002, anno della sua ultima apparizione in Nazionale (datata 13 febbraio di quell'anno in amichevole contro l'Ungheria). In totale, ha vestito per 13 volte la casacca della selezione svizzera.

## Statistiche

### Cronologia presenze e reti in Nazionale
| Cronologia completa delle presenze e delle reti in nazionale ― Svizzera | Cronologia completa delle presenze e delle reti in nazionale ― Svizzera | Cronologia completa delle presenze e delle reti in nazionale ― Svizzera | Cronologia completa delle presenze e delle reti in nazionale ― Svizzera | Cronologia completa delle presenze e delle reti in nazionale ― Svizzera | Cronologia completa delle presenze e delle reti in nazionale ― Svizzera | Cronologia completa delle presenze e delle reti in nazionale ― Svizzera | Cronologia completa delle presenze e delle reti in nazionale ― Svizzera |
| Data                                                                    | Città                                                                   | In casa                                                                 | Risultato                                                               | Ospiti                                                                  | Competizione                                                            | Reti                                                                    | Note                                                                    |
| ----------------------------------------------------------------------- | ----------------------------------------------------------------------- | ----------------------------------------------------------------------- | ----------------------------------------------------------------------- | ----------------------------------------------------------------------- | ----------------------------------------------------------------------- | ----------------------------------------------------------------------- | ----------------------------------------------------------------------- |
| 6-9-1994                                                                | Sion                                                                    | Svizzera                                                                | 1 – 0                                                                   | Emirati Arabi Uniti                                                     | Amichevole                                                              | -                                                                       | 79’                                                                     |
| 29-3-2000                                                               | Lugano                                                                  | Svizzera                                                                | 2 – 2                                                                   | Norvegia                                                                | Amichevole                                                              | -                                                                       |                                                                         |
| 26-4-2000                                                               | Kaiserslautern                                                          | Germania                                                                | 1 – 1                                                                   | Svizzera                                                                | Amichevole                                                              | -                                                                       |                                                                         |
| 16-8-2000                                                               | San Gallo                                                               | Svizzera                                                                | 2 – 2                                                                   | Grecia                                                                  | Amichevole                                                              | -                                                                       | 85’                                                                     |
| 2-9-2000                                                                | Zurigo                                                                  | Svizzera                                                                | 0 – 1                                                                   | Russia                                                                  | Qual. Mondiali 2002                                                     | -                                                                       | 72’                                                                     |
| 11-10-2000                                                              | Lubiana                                                                 | Slovenia                                                                | 2 – 2                                                                   | Svizzera                                                                | Qual. Mondiali 2002                                                     | -                                                                       |                                                                         |
| 15-11-2000                                                              | Tunisia                                                                 | Tunisia                                                                 | 1 – 1                                                                   | Svizzera                                                                | Amichevole                                                              | -                                                                       | 85’                                                                     |
| 28-2-2001                                                               | Larnaca                                                                 | Svizzera                                                                | 0 – 4                                                                   | Polonia                                                                 | Amichevole                                                              | -                                                                       | 67’                                                                     |
| 25-4-2001                                                               | Zurigo                                                                  | Svizzera                                                                | 0 – 2                                                                   | Svezia                                                                  | Amichevole                                                              | -                                                                       |                                                                         |
| 15-8-2001                                                               | Vienna                                                                  | Austria                                                                 | 1 – 2                                                                   | Svizzera                                                                | Amichevole                                                              | -                                                                       | 66’                                                                     |
| 5-9-2001                                                                | Lussemburgo                                                             | Lussemburgo                                                             | 0 – 3                                                                   | Svizzera                                                                | Qual. Mondiali 2002                                                     | -                                                                       | 67’                                                                     |
| 6-10-2001                                                               | Mosca                                                                   | Russia                                                                  | 4 – 0                                                                   | Svizzera                                                                | Qual. Mondiali 2002                                                     | -                                                                       | 82’                                                                     |
| 13-2-2002                                                               | Limassol                                                                | Ungheria                                                                | 1 – 2                                                                   | Svizzera                                                                | Torneo di Cipro 2002 - Finale 3º-4º posto                               | -                                                                       | 46’ 70’                                                                 |
| Totale                                                                  |                                                                         | Presenze                                                                | 13                                                                      |                                                                         | Reti                                                                    | 0                                                                       |                                                                         |